# Lucidarius
Lucidarius, ursprungligen kallad Elucidarius är en medeltida dogmatisk lärobok i form av frågor och svar, författad av Honorius av Autun i början av 1100-talet. Lucidarius utvecklades i de flesta europeiska länder till en folkbok med varjehanda innehåll. Två svenska versioner utgavs 1900 av Robert Geete i Svenska fornskriftsällskapets samlingar.
Lucidarius var en introduktion för lekmän om rådande religiösa övertygelser och allmänna kunskaper, och delades upp i tre böcker. I den första boken finns en beskrivning av skapelsen och av världen i tre delar, Asien, Afrika och Europa. Den andra boken fokuserar på kristendomen och liturgin, medan den tredje och sista boken avhandlar livet efter detta och den yttersta domen.
Texten har en prolog på vers, medan huvudtexten är på prosa, i form av en dialog mellan en elev och hans lärare. Olika manuskript av texten har olika introduktioner på prosa, medan en möjligen något senare version hävdar att texten har sitt ursprung i Braunschweig på initiativ av hertig Heinrich der Löwe.
Boken fortsatte att omarbetas och utökas i senare versioner, med generellt mer betoning på allmän kunskap och mindre på de religiösa aspekterna. En tryckt version från Strassburg från omkring 1534 var särskilt avsedd för protestanter och använde information från Sebastian Franck 's Weltbuch från 1534. Senare tryckningar, främst från Frankfurt, följde detta exempel, med att lägga till fler bilder och merainformation. Delar från den användes också i Historia von D. Johann Fausten , den första Faustboken.